# 皮剑龙
皮剑龙（？—），男，汉族，湖北大冶人，中华人民共和国政治人物。现任北京市金台律师事务所主任、高级合伙人。第十三、十四届全国政协委员。